# Allan Gravgaard Madsen
Allan Gravgaard Madsen (født 26. maj 1984) er en dansk komponist.

## Historie
Madsen startede sin musikalske uddannelse på Viborg Musikskole, hvor han gik på Musikalsk Grundkursus (MGK) med komposition som hovedfag fra 2006 til 2008. Her var Niels Rønsholdt hans primære lærer. I 2008 blev han optaget på komposition på Det Jyske Musikkonservatorium med lærerne Simon Steen-Andersen, Niels Rønsholdt og senest Joanna Bailie. Han studerer i øjeblikket i Solistklassen sammesteds. Allan Gravgaard Madsens værker er blevet opført i flere lande af flere anerkendte ensembler, heriblandt Ensemble Recherche, JACK Quartet, Esbjerg Ensemble, Århus Sinfonietta, og han har skrevet i alle genrer. I 2015 var han initiativtager til Panorama Festivalen.
Han har også deltaget i Den klassiske musikquiz.

## Organisatorisk arbejde
Allan Gravgaard Madsen har bestredet en række bestyrelsesposter i dansk musikliv. Fra 2011 til 2015 var han medlem af bestyrelsen for SNYK og fra 2011 til nu næstformand og senere formand for bestyrelsen af den danske afdeling af Ung Nordisk Musikfestival. Længst har han siddet i bestyrelsen for AUT - Aarhus Unge Tonekunstnere - en koncertforening for ny og eksperimenterende lyd- og tonekunst. Her blev han medlem af bestyrelsen i 2008 og har siden været med til at udvikle en række koncertkoncepter til foreningen.

## Radio
Fra efteråret 2013 var Allan Gravgaard Madsen fast gæst i Cilius-Patruljen, et radioprogram med Frederik Cilius som vært. Allan Gravgaard Madsen havde været med til at udvikle radioprogrammet for DR P2 og han var også med til at udvikle programmet Taktløs på P2, hvor han delte værtsskabet med Frederik Cilius. I det prisvindende satireprogram på Radio24syv, Den Korte Radioavis, spiller Allan Gravgaard Madsen rollen som Speaker-Allan.

## Priser og anerkendelser
- Dansk Komponist Forenings Pris (2013)[6]
- NEXT GENERATION ved Donaueschinger Musiktage (2015)[7]
- Léonig Sonning Talentprismodtager (2017)[8]